# Linus Lundin
Linus Lundin (ur. 6 sierpnia 1992 w Sztokholmie) – szwedzki hokeista.

## Kariera
- Flemingsbergs IK J18 2 (2008/2009)
- Flemingsbergs IK J18 (2008/2009)
- Flemingsbergs IK J20 (2008/2009)
- Flemingsbergs IK (2008/2009)
- SDE HF J18 (2009-2010)
- Trångsunds IF J20 (2010-2011)
- Trångsunds IF (2010/2011)
- Springfield Jr. Pics (2011-2013)
- St. Charles Chill (2013-2014)
- Flemingsbergs IK (2014)
- Hammarby IF (2014-2015)
- Vimmerby HC (2015-2016)
- Västerviks IK (2016)
- AIK (2016-2018)
- EC Graz 99ers (2018)
- Modo Hockey (2018-2021)
- IF Troja-Ljungby (2021-2022)
- Dornbirner EC (2022)
- Re-Plast Unia Oświęcim (2022-)

Wychowanek klubu Flemingsbergs IK. W karierze występował w klubach ze szwedzkich rozgrywek Hockeyettan i HockeyAllsvenskan, a poza tym amerykańskich rozgrywkach EJHL i CHL oraz w austriackiej lidze EBEL. W lipcu 2022 został zaangażowany przez Unię Oświęcim w Polskiej Hokej Lidze. W październiku 2022 doznał kontuzji skutkującej przerwą na leczenie, do klubu zaangażowano jego rodaka, urodzonego cztery dni później Kevina Lindskouga.

## Sukcesy
Klubowe
- Złoty medal mistrzostw Polski: 2024 z Unią Oświęcim
- Superpuchar Polski: 2024 z Unią Oświęcim

Indywidualne
- EJHL (2012/2013)
  - Skład gwiazd sezonu
  - Najlepszy bramkarz sezonu